# Improvisació

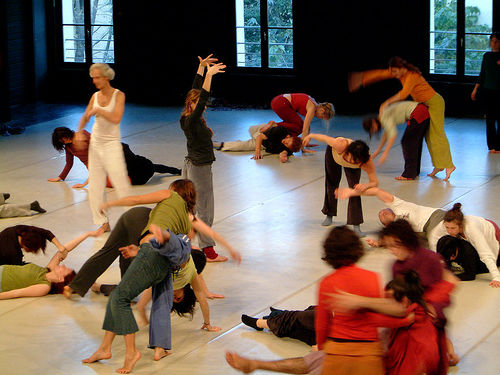
Una "jam" o sessió d'improvisació de dansa contact

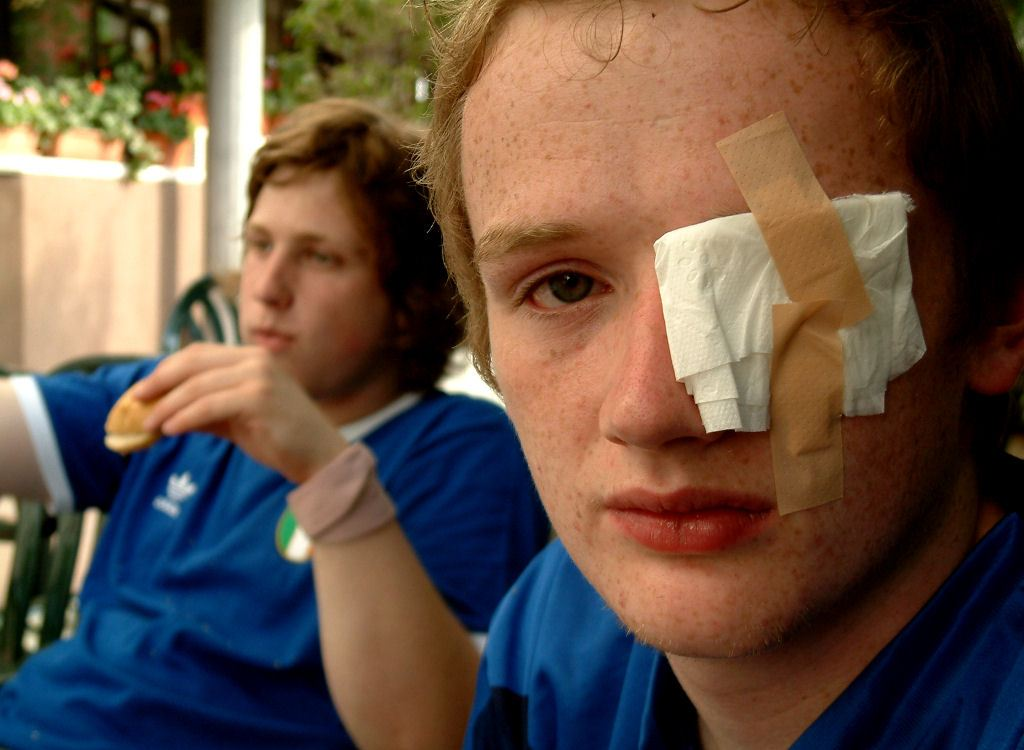
Cura improvisada a falta de benes

La improvisació és una tècnica de creativitat que es caracteritza per buscar una solució o objectiu actuant directament sobre el terreny i en el moment en què es presenta la necessitat, sovint sense tenir tota la planificació, informació, temps o recursos que permetrien arribar-hi d'una manera més rutinària o còmoda. Es basa més en el "fer" i menys en la premeditació, i calen forts coneixements tant teòrics com pràctics. Està relacionada amb el mètode d'assaig-error. Es va creant a mesura que es va executant.
És utilitzada a tots els àmbits creatius, des dels artístics a l'enginyeria, passant per la gastronomia, la lluita de guerrilles, les tècniques de vendes, alguns esports, teràpies, presentacions i en innombrables situacions de la vida quotidiana. Pot ser l'única manera de resoldre imprevistos quan falta algun material a vaixells o naus espacials, per exemple. També s'empra de manera espectacular, com a combats de poesia, parlada o cantada, d'improvisacions teatrals, de dansa o a sessions d'improvisació musical en directe, entre d'altres. A la televisió, la sèrie MacGyver va fer molt popular la improvisació tècnica.